# ジャン＝ジャック・ペリー
ジャン=ジャック・ペリー（Jean-Jacques Perrey、1929年1月20日 - 2016年11月4日）は、フランスの音楽家。電子音楽の先駆者の一人として知られる。
本名はジャン・ルロワ(Jean Leroy)。日本では通常「ペリー」と呼ばれるが、これは英語読みで、フランス語では「ペレ」である。

## 略歴
ソンム県ロジエール＝アン＝サンテールで生まれた。学生時代は薬学を勉強していたが、電子楽器オンディオリン (ondioline) のデモンストレータとしての演奏活動の為に学校を中退し、ヨーロッパ中を旅した。シャルル・トレネはシャンソン『詩人の魂』のオンディオリン伴奏者にペリーを選んだ。1960年に覆面ミュージシャンとして『おもちゃの兵隊の観兵式』をはじめとする4曲を収録したEPレコード『Mr. Ondioline』をフランスで発売している。
30歳の時にエディット・ピアフの伴奏者としてニューヨークに移住した。1960年代にガーション・キングスレイとのコンビ「Perrey & Kingsley」（日本ではしばしば「ペリキン」と略称される）として多重録音、オンディオリンやモーグ・シンセサイザーなどを使用した電子音楽で活躍した。ディズニーランドの「ディズニー・エレクトリカル・パレード」に使用された楽曲「バロック・ホウダウン（Baroque Hoedown）」は、もともとは彼らの作品である。
1970年のアルバム『Moog Indigo』収録の曲「E.V.A.」は後にリミックスされ、何人ものラップ・ミュージシャンにサンプリングされて有名になった。
他にもテレビ・ラジオの番組中に使用するためのライブラリ音源となる楽曲を多数リリースした。
2016年11月4日、肺がんのためスイスのローザンヌにある自宅で死去。満87歳没。

## 使用
日本では、「Moog Sensations」（1971年）がヒロツクの子持ち昆布（広島のローカルCM）CMソング及びフジテレビの特撮ドラマ「有言実行三姉妹シュシュトリアン」の劇中BGMとして、「Esoteria（エソテリア、1972年のMoog Expressions所収）」がサンテレビの『SUN-TVニュース』テーマ曲、「Boys And Girls」はアニメ『星の子ポロン』オープニング曲や海洋牧場のかいわれ大根テレビCM（出演：辻佳紀）のBGMとして、「Sentimental Trip」（センチメンタル・トリップ、1974年のMoog Mig Mag Moog所収）が特撮番組『大鉄人17』のワンセブンものしりコーナーのBGMとして使われていた。

## ディスコグラフィ
1960年代の「Perrey & Kingsley」名義のアルバムについてはガーション・キングスレイを参照。権利の関係で、いくつかのアルバムは娘のPat Prilly名義で出している。また、Christopher Scott 名義のアルバムもある。
- Prélude au Sommeil (Institut Dormiphone) 1958 - 睡眠誘導用の一種の環境音楽。
- Cadmus le Robot de l'Espace (Philips) 1959 - オーディオブック、効果音を担当。
- Mr. Ondioline (Pacific) 1960 - Mr. Ondioline名義。
- Musique Electronique du Cosmos (MusiCues) 1962
- The Amazing New Electronic Pop Sound of Jean-Jacques Perrey (Vanguard) 1968
- The Happy Moog (Pickwick) 1969
- Switched-on Bacharach (Decca) 1969 - Christopher Scott 名義。
- More switched-on Bacharach (Decca) 1970 - Christopher Scott 名義。
- Moog Indigo (Vanguard) 1970
- Moog Sensations (Editions Montparnasse 2000) 1971 - Pat Prilly名義。
- Moog Expressions (Editions Montparnasse 2000) 1972 - Pat Prilly名義。
- Moog Generation (Editions Montparnasse 2000) 1972 - Pat Prilly名義。
- Moog Mig Mag Moog (Editions Montparnasse 2000) 1974 - Pat Prilly名義。
- Moog Is Moog (Editions Montparnasse 2000) 1977 - Pat Prilly名義。Harry Breuerとのコラボレーション。
- Dynamoog (Crea Sound Ltd.) 1978 - Gilbert Sigristとのコラボレーション。
- Kartoonery (Editions Montparnasse 2000) 1980 - Daniel Longuein、Guy Boyerとのコラボレーション。
- Eclektronics (Basenotic Records) 1998 - David Chazamとのコラボレーション。
- Circus Of Life (Koka Media) 2000 - Gilbert Sigrist, O.C. Banksとのコラボレーション。
- The Happy Electropop Music Machine! (Oglio) 2006 - Dana Countrymanとのコラボレーション。
- Moog Acid (Lo Recordings) 2007 - Luke Vibertとのコラボレーション。
- Destination Space (Oglio Records) 2008 - Dana Countrymanとのコラボレーション。
- Froots (In Vitro Records) 2010 - Cosmic Pocketとのコラボレーション。
- ELA (Freaksville Records) 2015 - David Chazamとのコラボレーション。

## 伝記
デーナ・カントリーマン (Dana Countryman) による伝記がある。
- Dana Countryman (2010). Passport to the Future: The Amazing Life and Music of Electronic Music Pioneer Jean-Jacques Perrey. CreateSpace. ISBN 145386587X

2009年にGilles Weinzaepflenによる伝記映画が作られた。
- Prélude au Sommeil — Jean-Jacques Perrey et la musique électronique. Les Films d'un Jour, Lyon TV